# Ouvrage du Col-de-Granon
L'ouvrage du Col-de-Granon, appelé aussi ouvrage du Col-du-Granon et parfois ouvrage des Granons, est une fortification faisant partie de la ligne Maginot, située sur la commune du Val-des-Prés, dans le département des Hautes-Alpes.
Il s'agit d'un petit ouvrage d'infanterie barrant le col de Granon (appelé localement le « col du Granon »), dont la construction commence seulement en 1939 ; l'ouvrage est inachevé en 1940.

## Situation
Le petit ouvrage du Col-de-Granon est situé à 2 329 m d'altitude, à environ 300 m au nord-est du col éponyme, après les baraquements Séré de Rivières (lieu-dit « le Fort de Granon ») qui se situent, eux, légèrement au sud-ouest du col, en descendant vers Saint-Chaffrey.

## Construction
Le petit ouvrage était inachevé au début des hostilités en 1940.
Des quatre blocs qui devaient le constituer, seul le bloc d’entrée (B1) existait déjà début 1939. Les blocs 3 et 4 ont été construits à partir d'avril 1939 par les alpins du 82e BAF, aidés par le génie local, mais ce n'est qu'au printemps 1940 que le B4 reçut sa coupole blindée et que les armes automatiques (mitrailleuses doubles jumelles Reibel du B3 et fusils mitrailleurs neufs) furent perçues à l'arsenal de Mont-Dauphin.
Le bloc 2 ne fut quant à lui jamais construit mais les fouilles avaient été commencées.
Les blocs sont reliés entre eux par une galerie souterraine dont les parois et les voûtes en plein cintre sont réalisées en béton brut de décoffrage.
La MOM a construit en plus des trois blocs de l'ouvrage un autre bloc autonome, en contrebas du B1, non relié à l'ouvrage lui-même. Les blocs construits par la MOM ont été coulés sous une épaisseur de béton de 1,40 mètre les mettant à l'épreuve du calibre de 150 mm.
L'ouvrage fait partie intégrante de la ligne Maginot des Alpes et n’est pas un avant-poste construit sur des plans locaux. La CORF avait étudié dès 1931 un avant-projet pour ouvrage mixte, avec mortier de 75 et de 81, projet qui avait été réduit en 1933 a un simple ouvrage d'infanterie. De plus les travaux ont été interrompus de 1935 à 1937 et, début 1939, seul le bloc d'entrée était construit. La CORF ayant été dissoute, le projet est alors repris dans l'urgence par le commandement du secteur fortifié du Dauphiné.
À la suite de l’aggravation des relations avec l'Italie, le poste est occupé de façon permanente par son « équipage » officiel à partir du début avril 1939, remplaçant la section d’éclaireurs-skieurs (SES) du 159e régiment d'infanterie alpine (RIA) commandée par le lieutenant Alain Le Ray.

## Mission
L'ouvrage du Granon avait pour mission de défendre le col de l’Échelle et d'interdire le passage du col de Granon afin d’empêcher un contournement des défenses de Briançon et de couper à l'ennemi la route de Grenoble, via le col du Lautaret.

## Composition

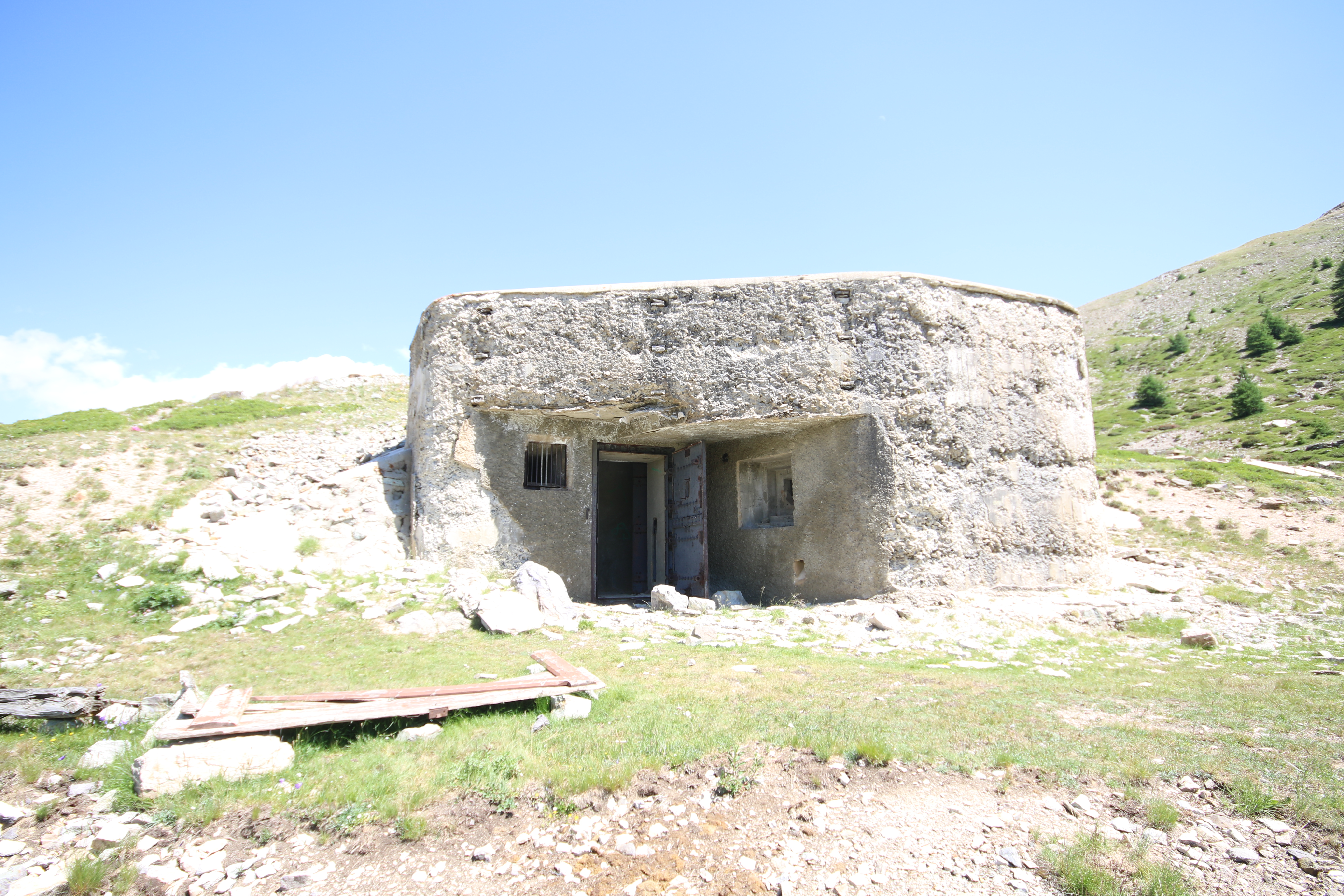
Bloc 1 : l'entrée de l'ouvrage.

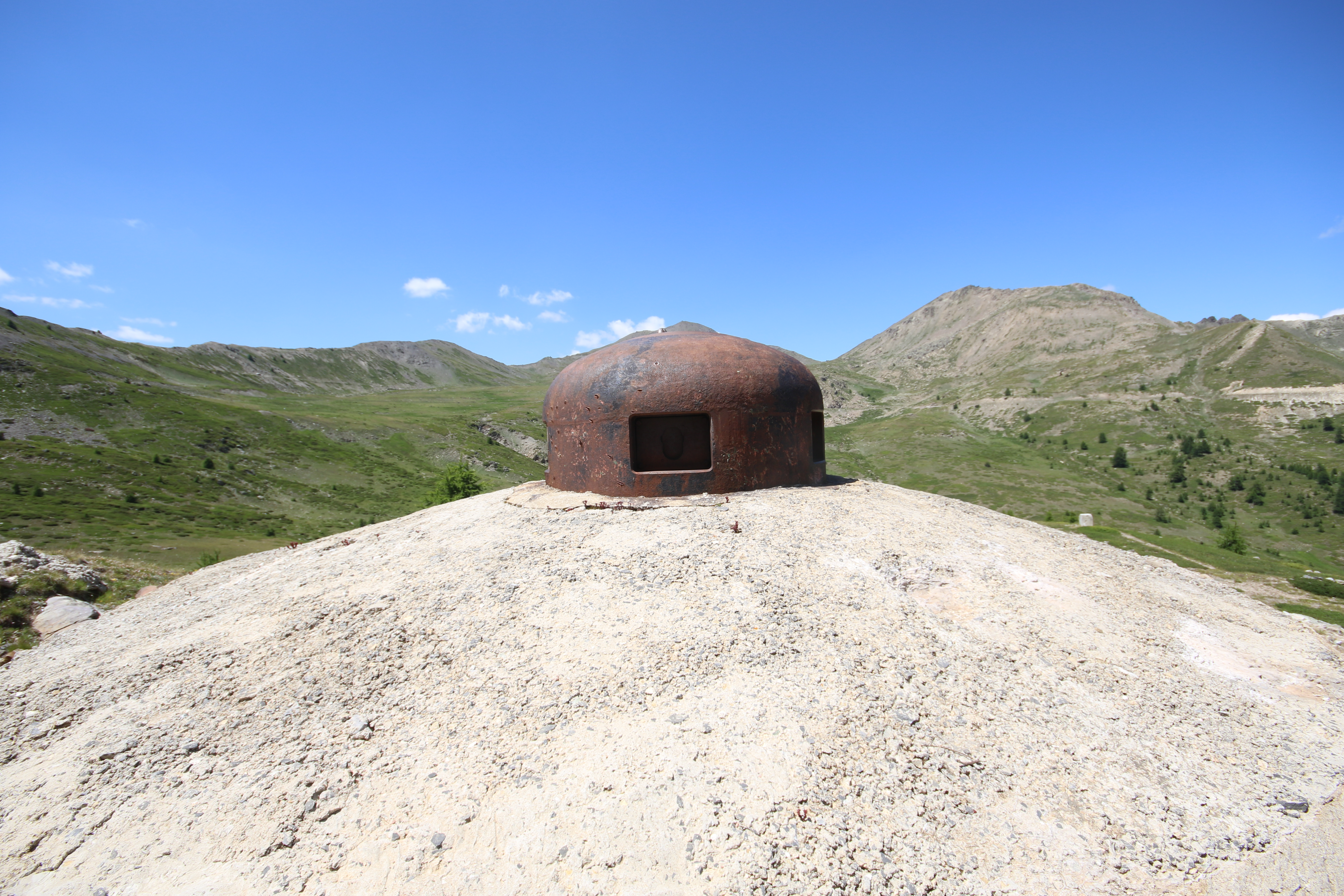
Bloc 4 : la cloche GFM servant d'observatoire.

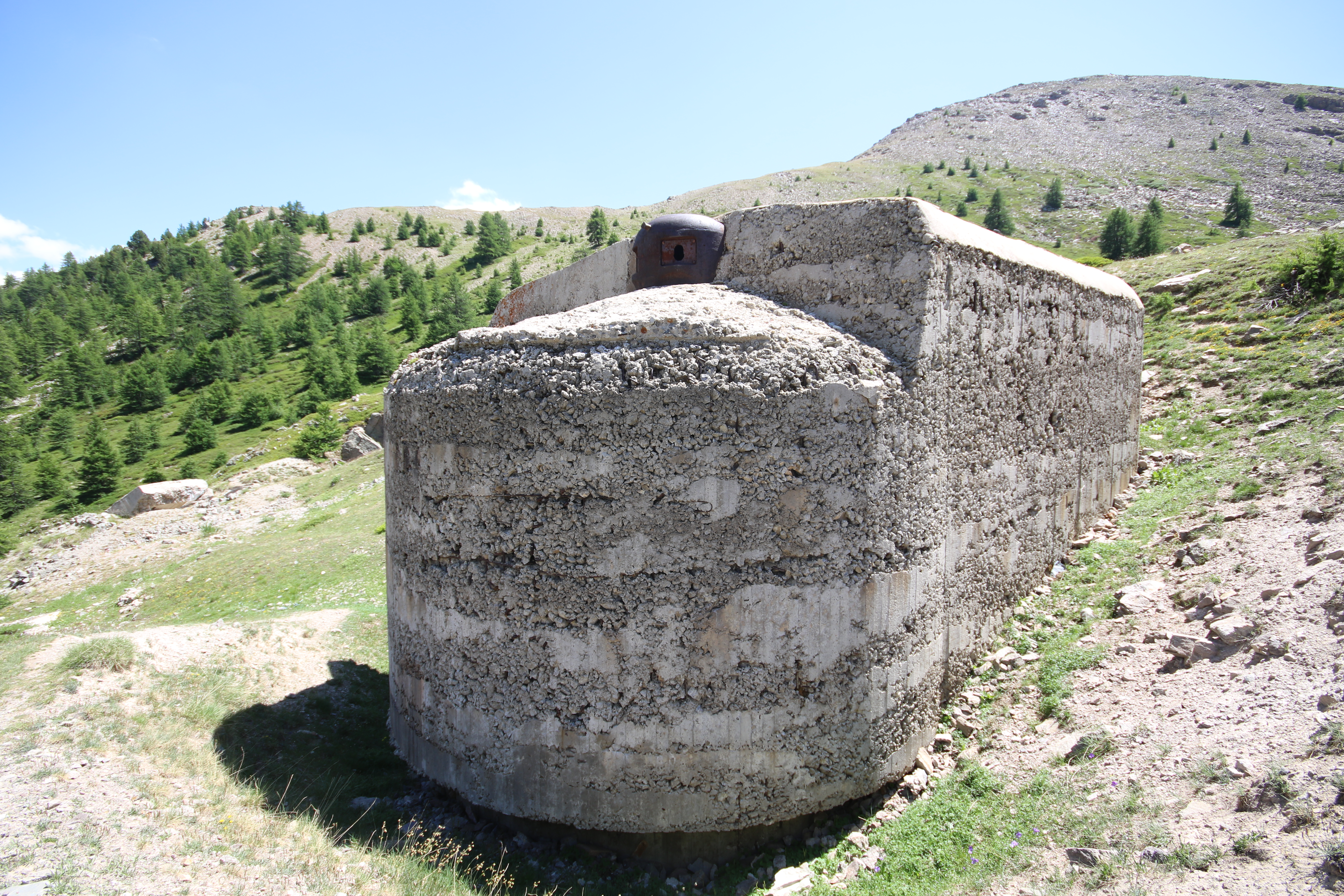
Le bloc 3 de l'ouvrage.

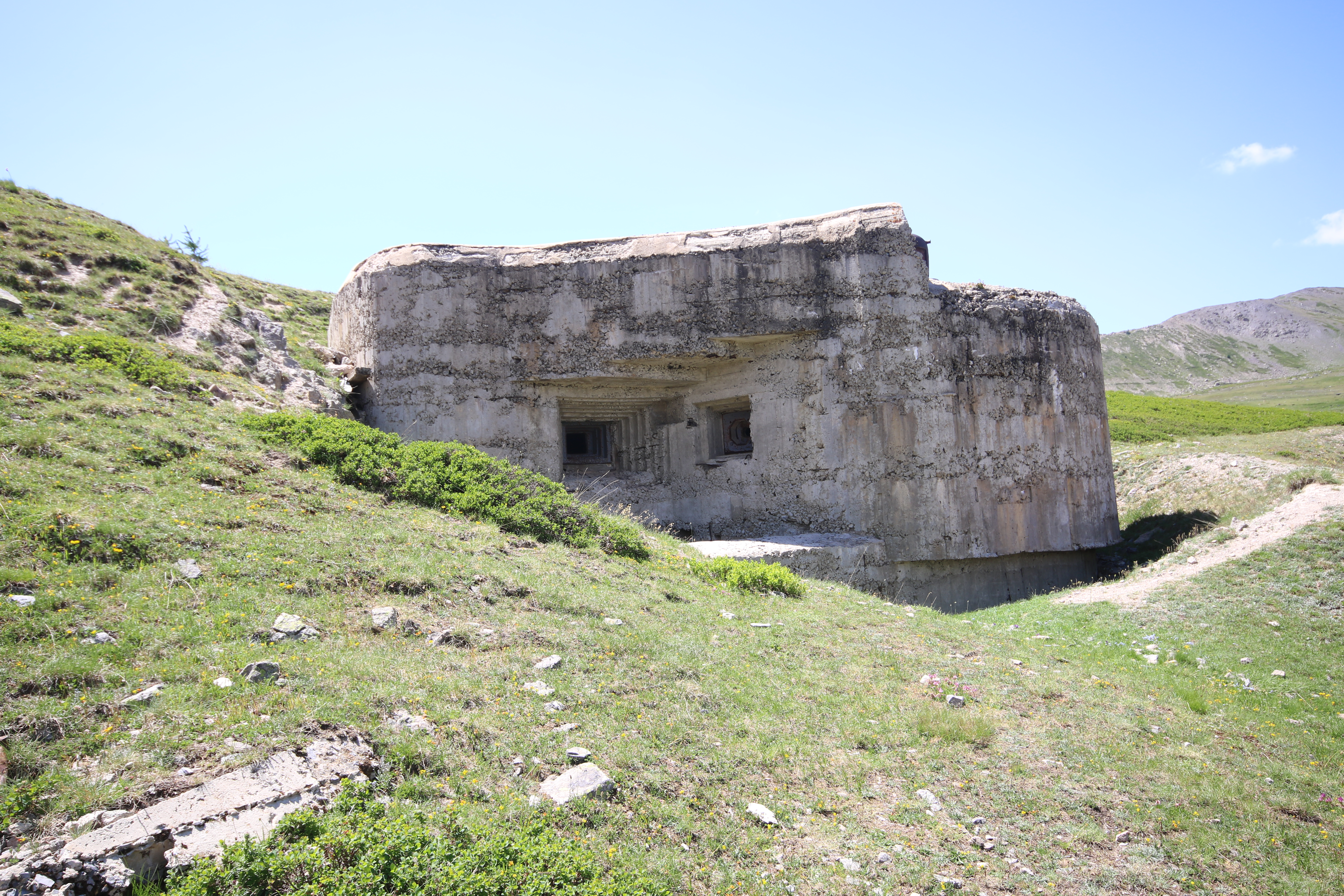
Bloc 3 : les créneaux de tirs.

Le petit ouvrage est constitué de trois blocs, d’époques et de constructions différentes :
- B1 : entrée mixte (hommes et approvisionnements) est armé d'un créneau pour un fusil-mitrailleur modèle 24/29 protégeant la porte et d'un créneau pour fusil-mitrailleur modèle 24/29 sur la porte blindée.
- B2 : non coulé, ce bloc devait être une casemate d’artillerie tournée vers les crêtes de Roche-Gauthier, situées au nord de la position[1]. Les fouilles avaient cependant été déjà réalisées et l'on en voit encore la trace de nos jours.
- B3 : casemate d’infanterie dirigée en direction de la route du vieux fort de l’Olive (fortification Serré de Rivières). Au niveau du sol, un créneau pour un jumelage de mitrailleuses Reibel (JM) et un deuxième créneau pour un fusil-mitrailleur de 7,5 mm modèle 1924/1929 D. À l’étage au-dessus, auquel on accède par une très haute échelle métallique, une cloche observatoire à vision directe et périscopique (VDP) dont deux créneaux seulement sont disponibles, le troisième étant noyé dans la dalle de béton du toit qui masque donc en grande partie la cloche aux vues ennemies. À la partie inférieure du bloc on trouve les équipements sommaires nécessaires à la vie de l’équipage, avec des couchettes en bois et des sommiers en grillage. Cet ouvrage n’a pas eu d’installation de surpression de l’air mais un groupe électrogène de trois chevaux à essence assurait l’éclairage[8]. À noter enfin que le bloc servait d’issue de secours.
- B4 : une cloche GFM pour guetteur et fusil-mitrailleur équipée d'un périscope.
- B5 ou bloc cheminée[1] à proximité immédiate de l'entrée.

À environ 50 m de l'entrée (B1), au nord-nord-ouest et légèrement en contrebas, la MOM avait construit un bloc annexe avec un créneau pour jumelage de mitrailleuses Reibel, réalisation semble-t-il unique sur la ligne Maginot. Un blockhaus léger avait été également construit dans la fouille du B2.
Enfin, trois pilules briançonnaises,, construites par les troupes du quartier, complétaient le dispositif à environ 800 m au sud-ouest de l'ouvrage, sous la crête du Grand Meyret ; chacune disposait d'une mitrailleuse Hotchkiss modèle 1914 de 8 mm battant le fond du vallon des Granons.

## Les combats
En 1939, son équipage est composé de deux officiers, trois sous-officiers et 49 hommes ; l'effectif théorique était d'un officier, le sous-lieutenant Bourdon de Nanclas, et de 70 hommes.
Le petit ouvrage n’a pas été touché par les combats de juin 1940. Après l’armistice de juin 1940, les armements de l'ouvrage furent rendus à l'arsenal de Guillestre. Il ne semble pas que l'ouvrage ait été occupé par les Italiens, mais des maquisards s’y sont réfugiés occasionnellement après le débarquement en Provence et avant la libération définitive de Briançon.

## État actuel
Le petit ouvrage est aujourd'hui totalement abandonné.

## Galeries

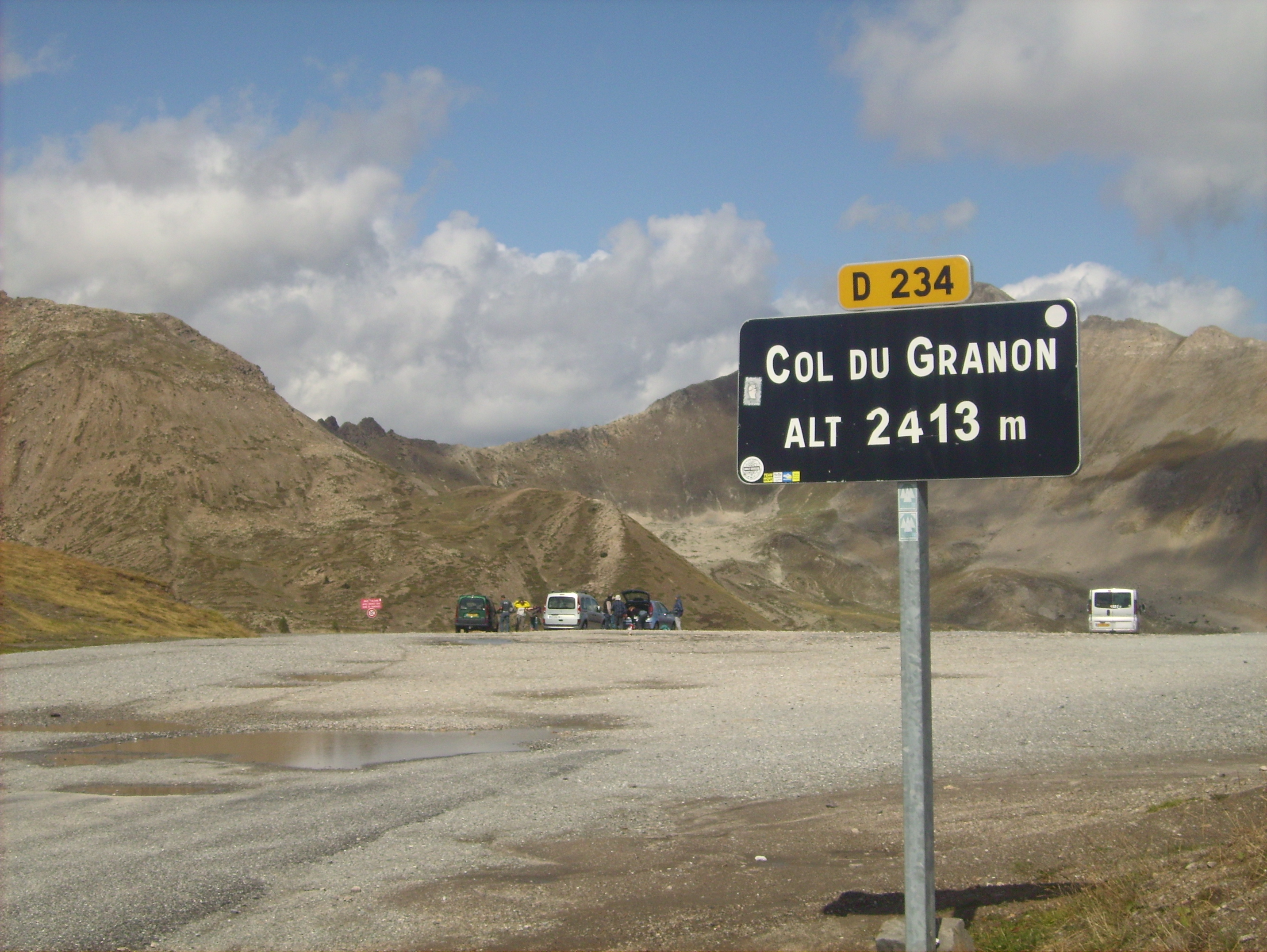
Le col de Granon, avec le panneau « col du Granon ».
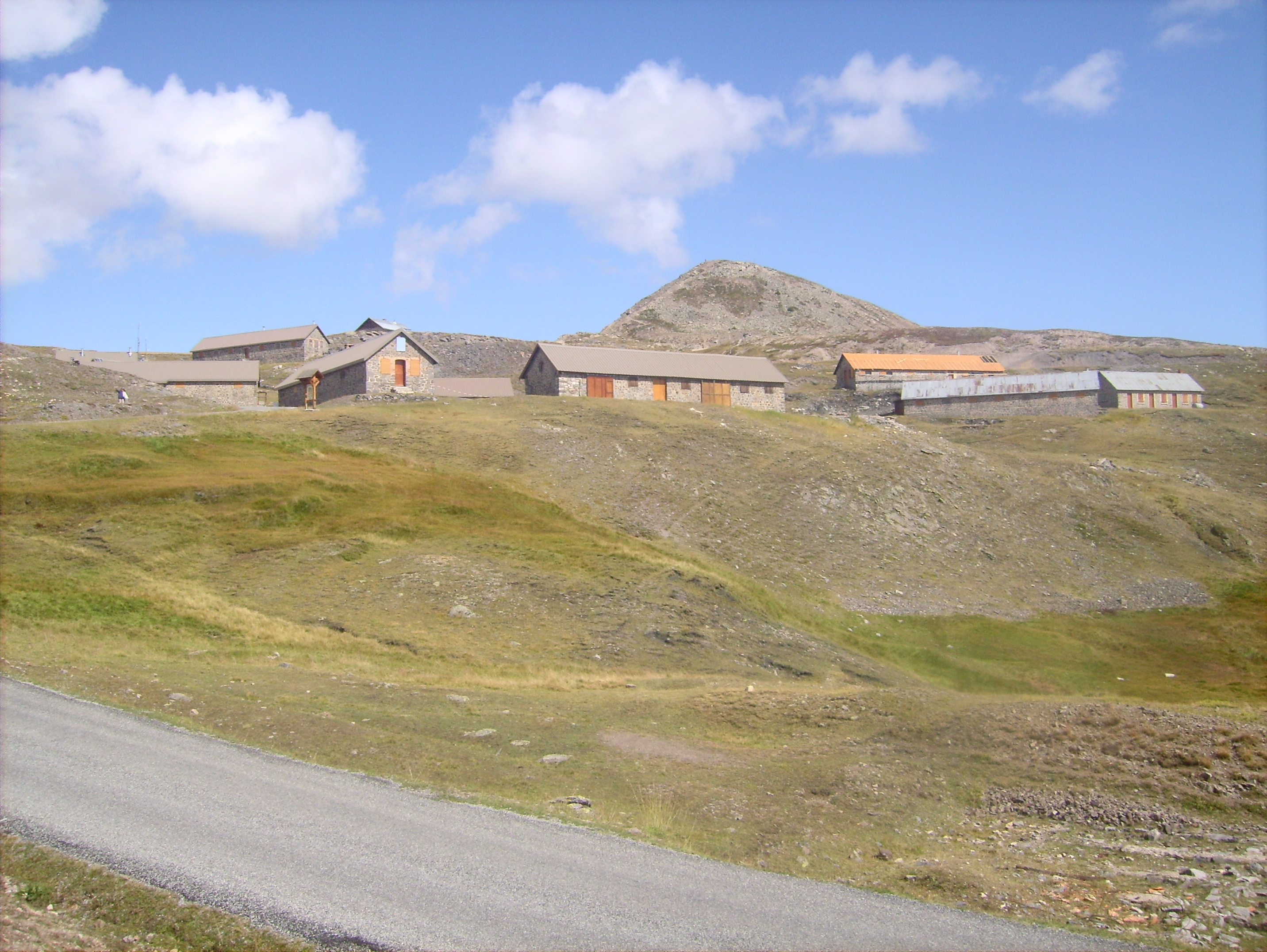
Les baraquements Séré de Rivières, avant le col de Granon, en montant depuis Saint-Chaffrey.
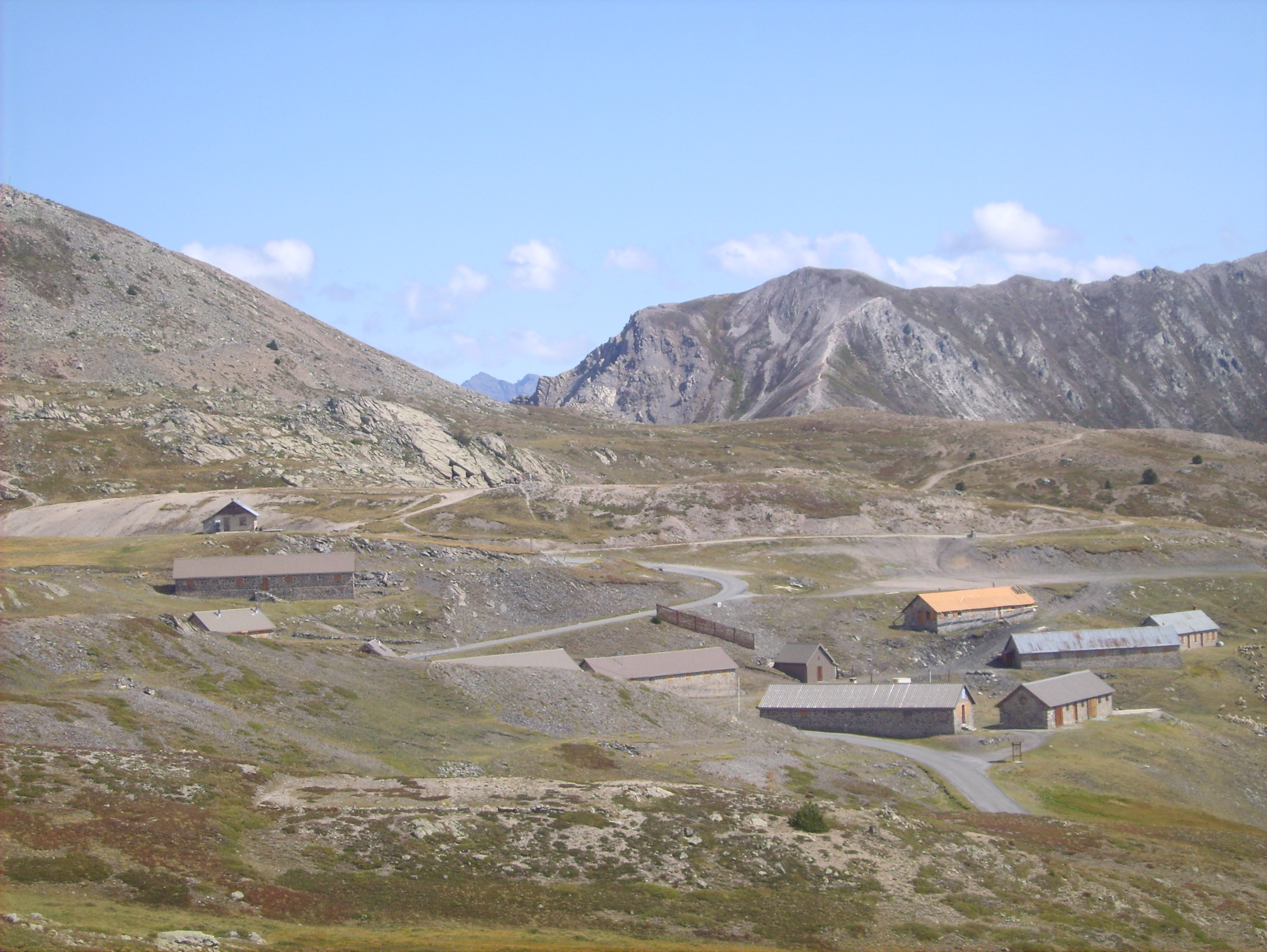
Autre vue des baraquements Séré de Rivières.

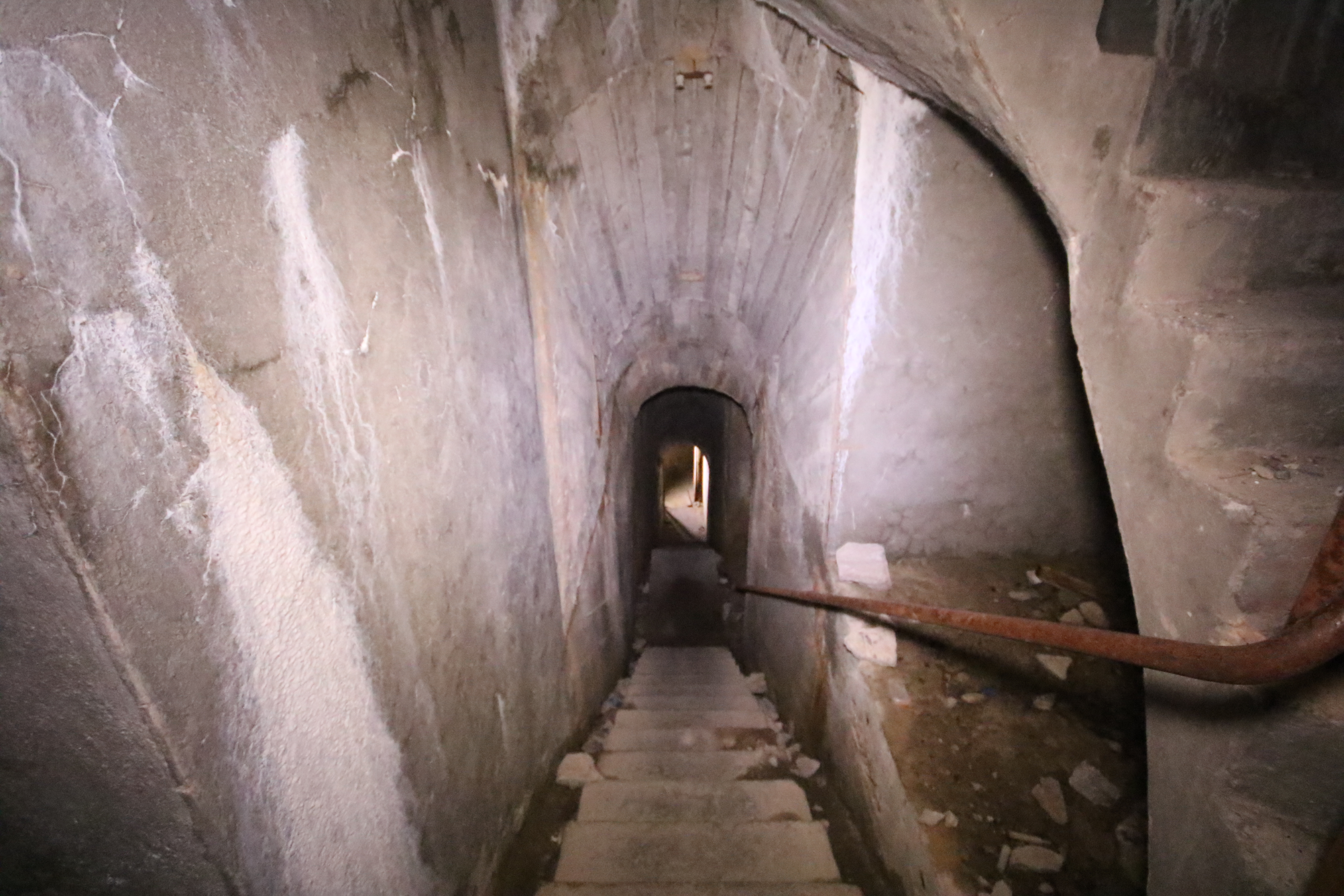
Bloc 1 : la descente dans l'ouvrage.
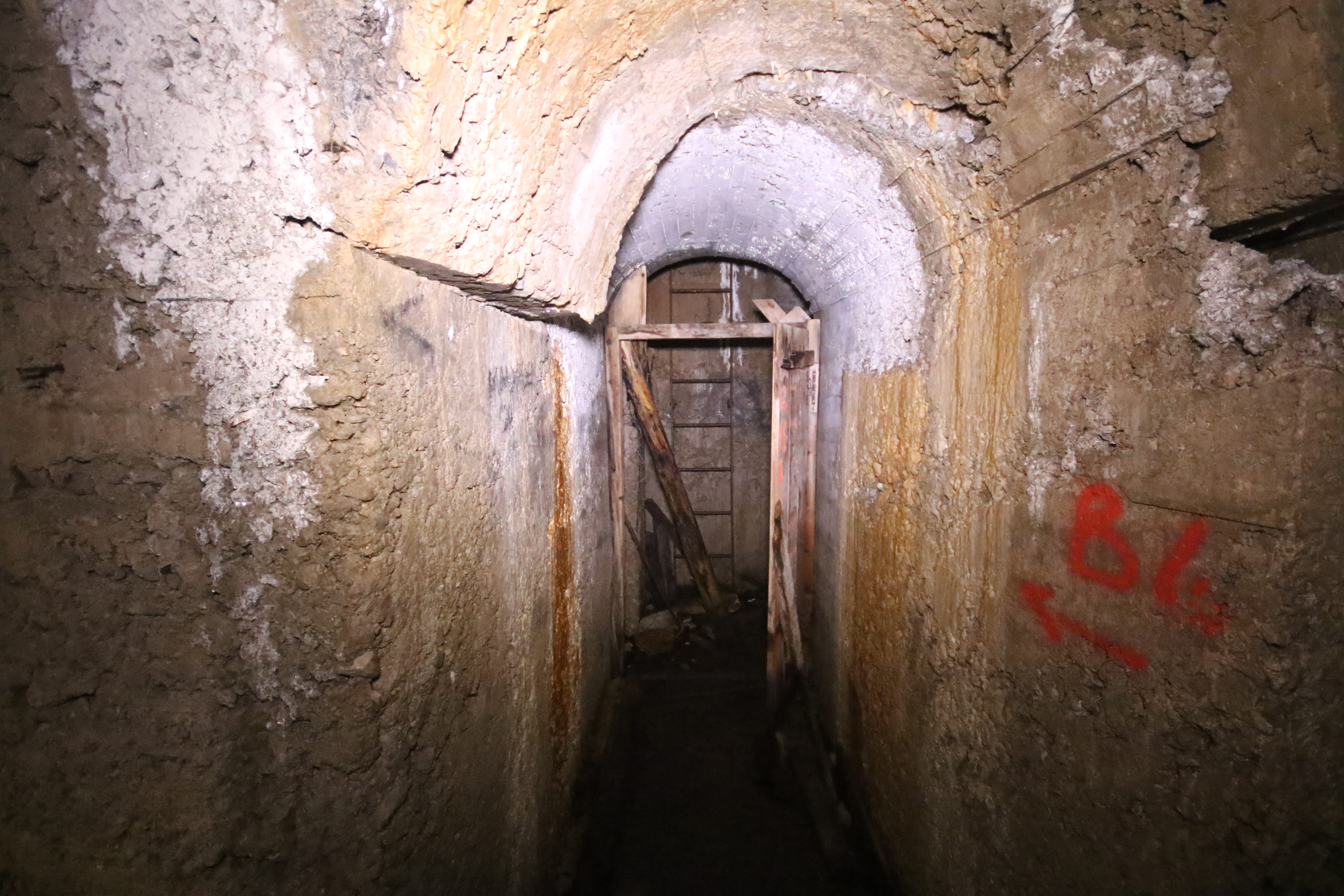
Bloc 4 : le puits de la cloche.
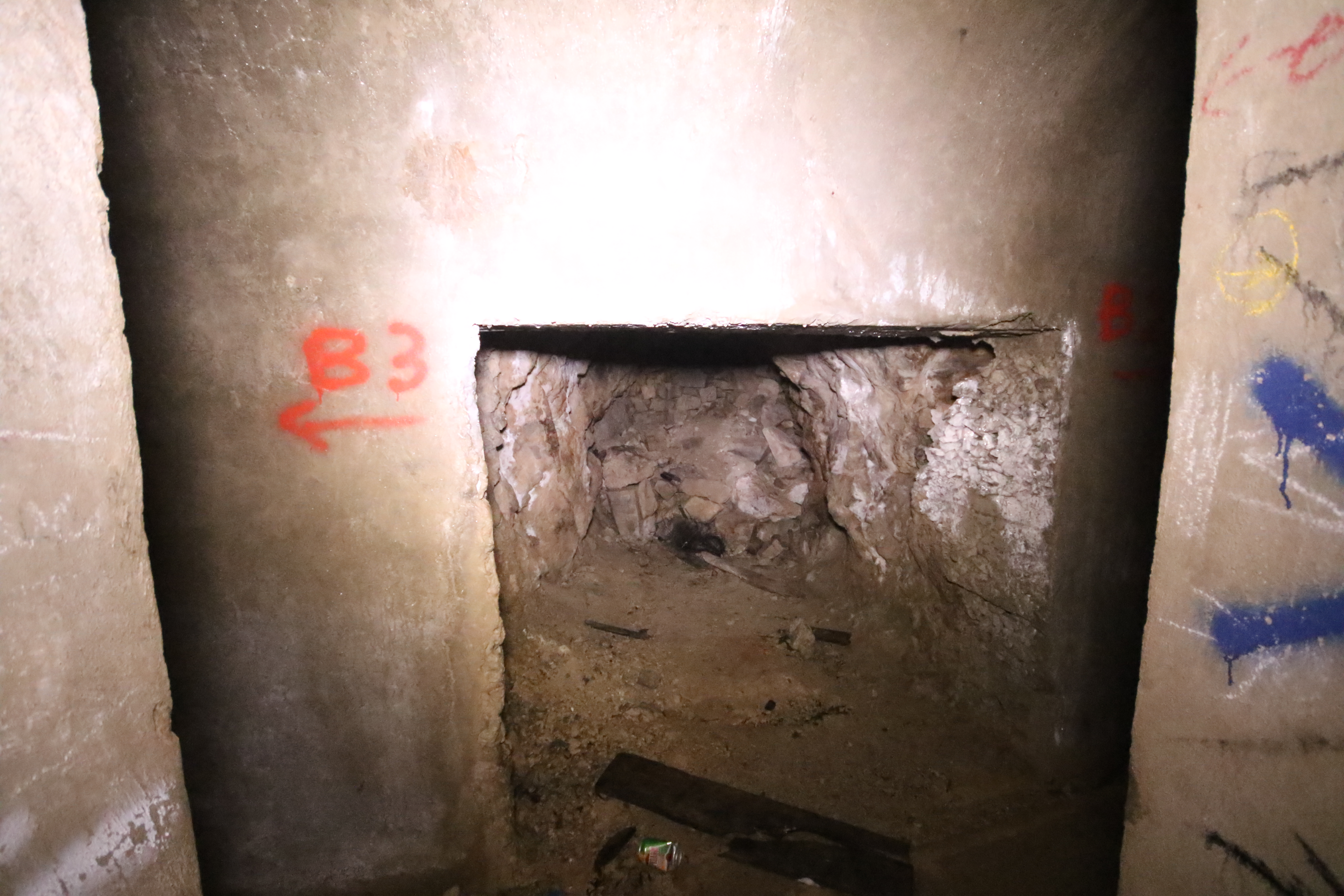
La fouille du bloc 2.
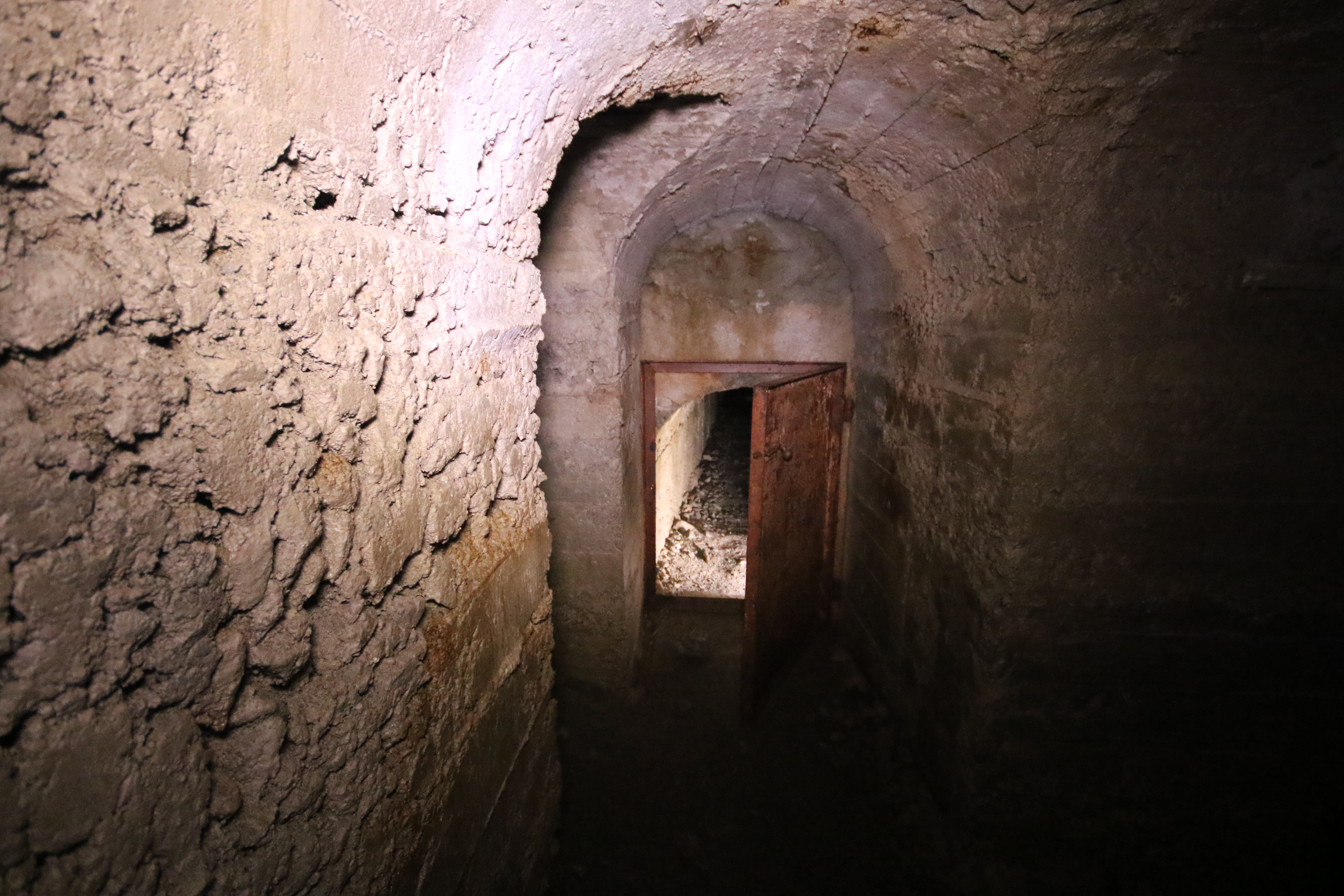
L'issue de secours de l'ouvrage.
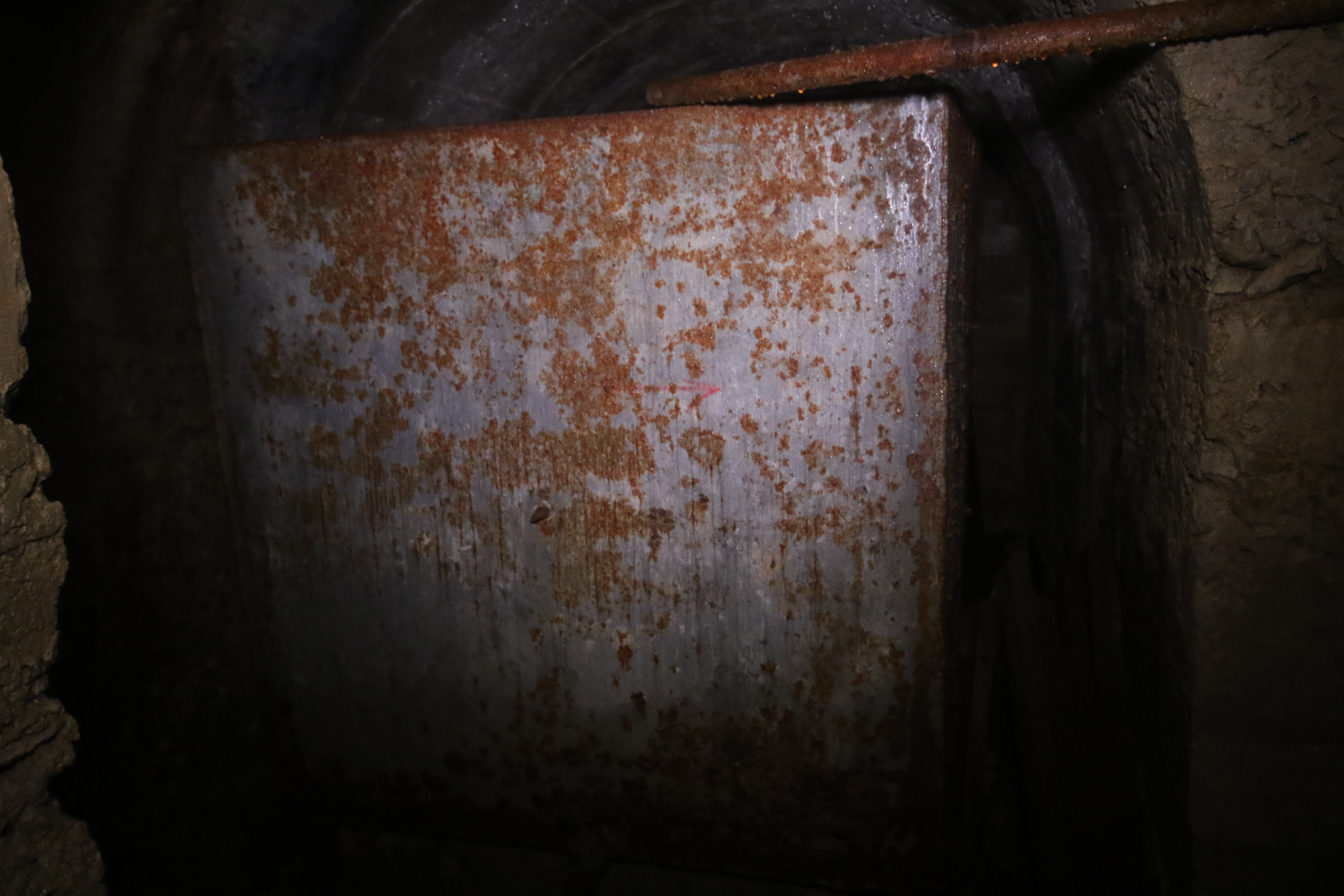
La citerne.
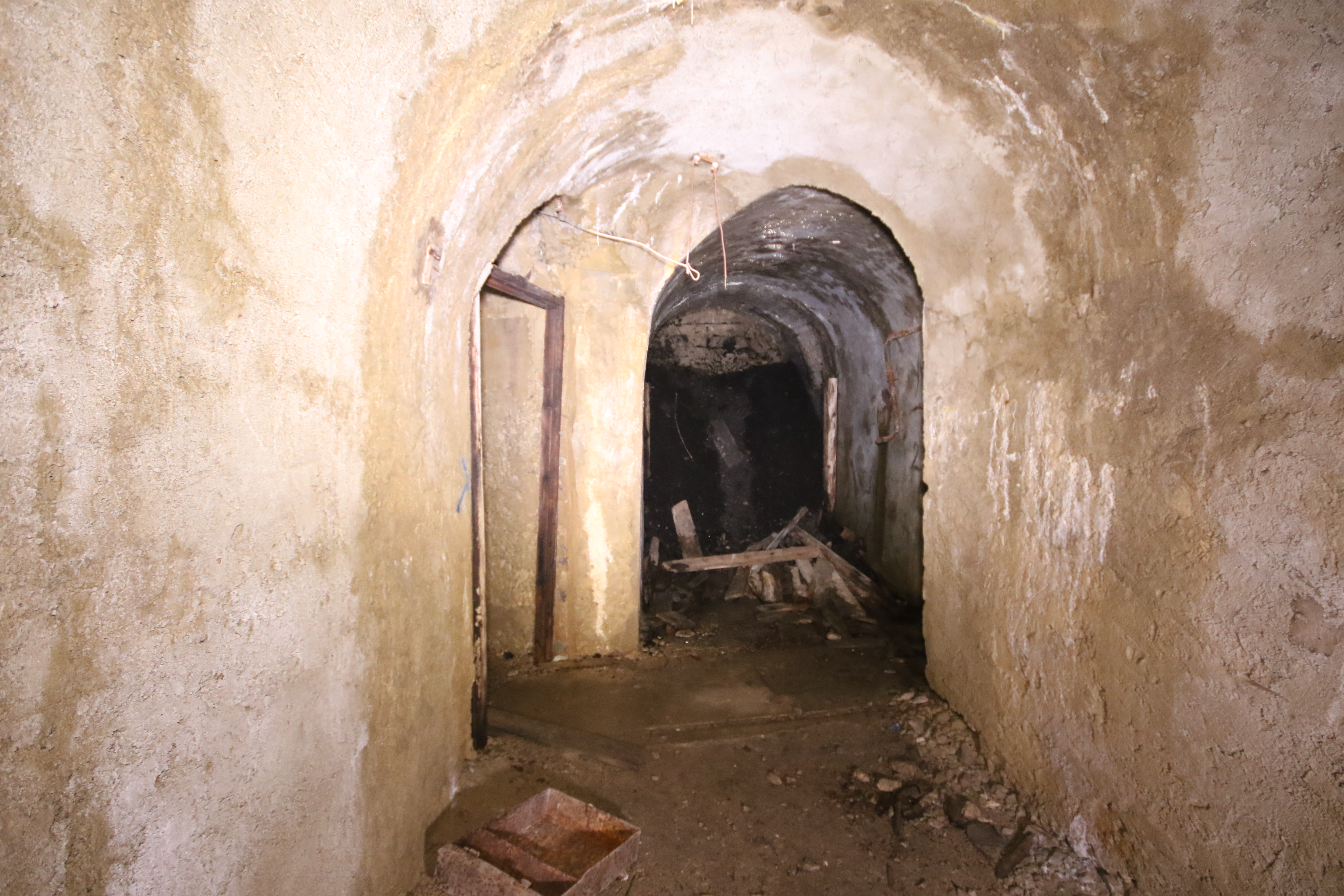
La réserve de charbon.